# 7 Samodzielna Brygada Kolejowa
7 Samodzielna Brygada Kolejowa, ros.: 7-я отдельная железнодорожная бригада – samodzielny związek taktyczny Sił Zbrojnych Federacji Rosyjskiej, służący w Wojskach Lądowych Federacji Rosyjskiej.
Siedzibą sztabu i dowództwa brygady jest Komsomolsk nad Amurem.